# هجوم كنيس القدس 2023
هجوم كنيس القدس 2023 هو هجوم مسلح في مستوطنة النبي يعقوب في القدس الشرقية نفذه الفلسطيني خيري علقم مساء يوم الجمعة الموافق 27 كانون الثاني/ يناير 2023م، مما أسفرَ عن مقتل سبعة إسرائيليين إلى جانب مقتل المنفذ وإصابة آخرين، ليكون بذلك هو الهجوم الأكبر منذ سنوات، وقد جاءَ الهجوم بعد يوم واحد من مقتل 10 فلسطينيين في مدينة جنين أثناء اقتحام جيش الاحتلال الإسرائيلي للمدينة ومخيّمها في السادس والعشرين من يناير.

## الهجوم
وفقا للشرطة الإسرائيليّة، ففي حوالي الساعة 8:13 مساءً (توقيت إسرائيل - ت ع م+02:00)، وصلَ المسلح إلى الكنيس الواقع في مستوطنة نيفي يعقوب بالقدس بالسيارة وانتظر حتى انتهاء صلاة السبت. ورد أنه أطلق النار أولًا على امرأة مسنة وراكب دراجة نارية قبل أن يُطلق النار على المستوطنين ثم فرَّ المسلح من المكان باتجاه حي بيت حنينا الفلسطيني، حيث تصدى له رجال الشرطة وأردوه قتيلًا بعد أن فتح النار عليهم أثناء محاولته الفرار سيرًا على الأقدام.
قُتل في الهجوم سبعة أشخاص: خمسة رجال وامرأتان، فيما تراوحت أعمار الضحايا بحسبِ المصادر العبريّة بين 20 و70 عامًا، وأُصيبَ ما لا يقلُّ عن 3 أشخاص آخرين. بحسب بعض السكان المحليين، فقد استغرقَ وصول الشرطة إلى مكان الهجوم 20 دقيقة. أعربَ بعض الأفراد عن خيبة أملهم من وقت الاستجابة، لكن الشرطة نفت هذا الادعاء وأكَّدت أن الضباط وصلوا إلى مكان الحادث وقاموا بتحييد المسلح في غضون خمس دقائق من تلقي التقارير الأوليّة عن إطلاق النار.

## المنفذ
منفذ الهجوم هو شابٌ فلسطيني يُدعى خيري موسى علقم (21 سنة) من بلدة الطور في القدس الشرقية. كان يقود سيارة بيضاء، ثم نزل منها، وأطلق النار لمدة 20 دقيقة بالقرب من كنيس في مستوطنة النبي يعقوب المقامة على أراضي بلدة بيت حنينا شرق القدس، ثم أطلق أحد المستوطنين النار عليه. يُذكر أن خيري درس حتى الثانوية في مدارس قرية الطور، ثم عمل بعد تخرجه في مجال الكهرباء بالقدس المحتلة، وقد قُتل جده خيري علقم بطعناتٍ من أحد المستوطنين أثناء توجهه إلى عمله في البناء في 13 أيّار/مايو 1998. كان خيري قد بث رسالة صوتية على حسابه على تيك توك قال فيها: «يا نفس إن لم تقتلي فموتي، ونحن لا نرفع أيدينا إلا لله، ولا نسجد إلا لله، ولا نسمع إلا من رسول الله».

## ما بعد الهجوم

### البداية
انتشرت العشرات من قوات الشرطة والجيش في المنطقة التي شهدت الهجوم، وبدأت عمليّات التمشيطِ بحثًا عن مشتبهٍ بهم آخرون. أغلقت قواتُ الاحتلال حاجز شعفاط ومدخل بلدة عناتا شرقي القدس، في الوقتِ الذي أُعلن فيه أنّ نتنياهو سيُجري تقييمًا أمنيًا بعد الهجوم في القدس. نشرت الشرطة الإسرائيلية بعد العمليّة بيانًا قالت فيه إنّ «هجوم القدس صعبٌ ومعقَّد» معلنةً الدفع بتعزيزات أمنيّة إضافية لاحتمال وجود مسلَّحين آخرين. حاولت القوات الإسرائيلية بعدها اقتحامَ مخيم شعفاط شرقي القدس، فاندلَعت اشتباكاتٌ جديدةٌ بينها وبين شبان المخيّم الذين حاولوا منعها من التقدّم واقتحامه. ذكرت وسائل إعلام عبريّة وغربية خبر قطعِ وزير الدفاع زيارته إلى الولايات المتحدة والعودة إلى إسرائيل وذلك في أعقابِ هجوم القدس. اقتَحمت قوات الاحتلال سويعات قليلة بعد الهجوم مفرق بيت حنينا وحي النبي يعقوب وأطلقت قنابل الصوت والغاز على شبان فلسطينيين لتفريقهم، فيما ذكرت وزارة الصحة الفلسطينية أنّ طواقم الهلال الأحمر تعاملت معَ 3 إصابات برصاص الاحتلال.

### هجوم سلوان
قُبيل انتصاف نهار الثامن والعشرين من كانون الثاني/ يناير وبعدَ قرار قائد شرطة الاحتلال رفع درجة الجهوزية والاستعداد إلى أعلى مستوى، نقلت وكالة رويترز للأنباء عن خدمة الإسعاف الإسرائيلية وقوعَ ضحيتان في إطلاق نارٍ في مكانٍ ما في القدس. نشرت بعدها خدمة الإسعاف الإسرائيلي بيانًا رسميًا أعلنت فيهِ «إصابة شخصين في عملية إطلاق نار» قُربَ بؤرة استيطانية في ضاحية سلوان بالقدس المحتلة. حصلَ استنفارٌ أمني كبير في البلدة بعد وصول عشرات الجنود من مختلف أفرع جيش الاحتلال، فيما ذكرت إذاعة الجيش الإسرائيلي أنَّ المصابين بإطلاقِ النار في حالة خطيرة وأحدهما فاقدٌ للوعي بالكامل، في الوقتِ الذي وصفَ فيه المتحدث باسمِ الشرطة الإسرائيلية العمليّة في سلوان بـ «الهجوم الإرهابي». تبيَّن لاحقًا أنّ منفذ العمليّة طفلٌ يبلغ من العمر 13 سنة، وقد تضاربت الأنباء عن مقتله خلال العمليّة لكن وسائل إعلام عبريّة نقلت عن مصادر رسميّة أنّه مصابٌ ولا يزالُ على قيد الحياة. هاجمَ المنفذ – الذي يقطنُ في القدس الشرقية – المستوطنين في المنطقة عبر مسدَّس صغير، فأصابَ شخصين أحدهما ضابطٌ في الجيش الإسرائيلي كان في إجازة يوم السبت. شُوهدَ الطيران الإسرائيلي وهو يُحلّق في سماء بلدة سلوان جنوب المسجد الأقصى، في الوقتِ الذي قرَّرَ القائد العام للشرطة نشر وحدة يمام بشكلٍ دائم في القدس للاستجابة العاجلة.
في ردودِ الفعل على هجوم سلوان، ذكرَ الناطق باسم حركة حماس أنّ «العمليات البطولية في القدس وغيرها من المناطق ترجمت موقف المقاومة» مؤكّدًا أنّ «ردها لن يتأخر والعدو بدأ يدفعُ بشكل أولي ثمن جرائمه وعدوانه على شعبنا ومقدساتنا»، أمّا حركة الجهاد الإسلامي فقد أعادت التأكيد على أنّ «المقاومة حية وباقية وعمليتا القدس ضربتا المنظومة الأمنية والعسكرية الإسرائيلية». عقدت القيادة الفلسطينية اجتماعًا طارئًا وخلاله «حمَّلت الاحتلال المسؤولية الكاملة عن التصعيد الناجم عن جرائمه». على الجانبِ المُقابل فقد اشتكى المستوطنون بحسبِ هيئة البث الإسرائيلية انعدام الأمن في القدس رغم انتشار قوات الشرطة في كل مكان.

### لاحقًا
بدأَ جيش الاحتلال بتعزيز فرقة الضفة بـ 3 كتائب إضافيّة، وذلك بعد تقييمٍ للوضع، كما ألغت الشرطة والإسعاف الإسرائيليان الإجازات والعطل لموظفيهما معلنانِ تعزيز أطقمهما بالقدس. أكَّد نتنياهو في تصريحٍ للصحافة قُبيل الاجتماع الحكومي الأمني خبر التعزيزات التي وصلت القدس، وأعلن دعمه لهدمِ بيوت من سمَّاهم «المخربين». طالبَ وزير المالية الإسرائيلي في نفس السياق بمحاصرة الأحياء التي تعيشُ فيها عائلات منفذي الهجمات، بينما اعترضت الخارجية الفلسطينية على القرارات التي خرجَ بها المجلس الوزاري الإسرائيلي المصغّر ضد المقدسيين، واصفةً إيّاها بـ «العقوبات العنصرية الجماعيّة».
استمرَّ التوتر في المنطقة وأقدمَ مستوطنون على حرقِ منزلٍ وسيّارة في بلدة ترمسعيا شمالي رام الله. نقلت وسائل إعلام عبريّة عن مصادر رسميّة في الجيش الإسرائيلي خبر استهداف الأخير لشخصين على خط وقف إطلاق النار بالجولان السوري المحتل، قبل أن ينشرَ جيشُ الاحتلال بيانًا رسميًا أعلن فيه قَتلهُ لمسلحٍ واعتقال آخر خلالَ محاولتها التسلّل من جنوب غرب سوريا على مقربةٍ من خط وقف إطلاق النار في الجولان. أعلنت وزارة الصحة الفلسطينية في وقتٍ مبكّر من يوم الثلاثين من يناير «استشهاد شابٍ متأثرا بجروحٍ أُصيب بها برصاص الاحتلال قبل أيامٍ في مدينة جنين».

## تحليلات
نشرت صحيفةُ يديعوت أحرنوت مقالًا قالت فيهِ إنَّ منفذ عملية القدس من سكان مخيم شعفاط وينتمي لكتائب شهداء الأقصى، كما ذكرت في معرضِ تحليلها للهجوم وقوع ما كانت تخشاه المنظومة الأمنية الإسرائيلية وذلك بعدَ «أحداث جنين» واصفةً العمليّة بأنها «أول امتحانٍ للحكومة الجديدة». على الجانبِ المقابل فقد ذكرت هيئة البث الإسرائيلية أنّ منفذ عملية إطلاق النار من سكان القدس فعلًا، لكنّه من دون خلفية أمنية سابقة، ورجَّحت أنه تصرَّف بشكل منفرد ولا ينتمي لأي فصيلٍ معروف. على الجانبِ الرسمي فقد ذكرَ مفوّض عام الشرطة الإسرائيلية أنّ هذه العملية «تُعدُّ من أسوأ الهجمات التي شهدناها في السنوات الأخيرة»، فيما طالبَ الوزير إيتمار بن غفير في تصريحٍ له للتلفزيون الإسرائيلي بالردّ على الهجوم «لأنّ الوضع لا يمكن أن يستمر على هذا النحو»، وهو نفس ما ذهبَ له وزير الدفاع الإسرائيلي الذي أعلنَ أنّ الجيش سيتصرف بصرامة وبدون مساومة ضد منفذي الهجوم.

## ردود الفعل

### محليًا
- فلسطين تجمَّع عشرات الفلسطينيين في تجمعات مرتجلة في أنحاء قطاع غزة للاحتفال بالهجوم، كما طالت احتفالات مماثلة مدينة رام الله بالضفة الغربية.[37]
  -  أشاد المتحدث باسم حركة الجهاد الإسلامي في فلسطين، طارق عز الدين، وبارك ما وصفه بـ «العملية البطولية» وقال أنها «ردٌ على مجزرة جنين في الأمس وأنَّ العدو لا يفهم إلا لغة القوة».[38]
  -  قال الناطق باسم حماس حازم قاسم إنّ الهجوم جاء انتقامًا لمداهمة جنين. وأشار إلى الهجوم بـ «العمل الجهادي والمقاومة في مدينة القدس» مؤكّدًا على أنّ «المعركة ضد الاحتلال مستمرة».[39]
- قال عضو الكنيست يوآف غالانت أنه سيقطع زيارته للولايات المتحدة، ويعود الليلة على متن أوّل رحلة متوجهة إلى "إسرائيل"،[40] وقال رئيس الوزراء الإسرائيلي بنيامين نتنياهو: «نحن أمام واحدة من العمليات الصعبة التي شهدناها في السنوات الأخيرة. أثمن قوات الأمن التي ردت بسرعة، يجب العمل بإصرار وهدوء أعصاب. أدعو المواطنين للتريث. اتخذنا عدة قرارات حول خطوات فورية الليلة.»[41] وأصدر المتحدث الرسمي باسم شرطة إسرائيل للإعلام العربي، مساء يوم الجمعة، بيانا عقب عملية القدس وردَ فيه: «هذا المساء، قرب الساعة 8:15 مساء، وصل مسلح إلى مبنى كنيس في شارع النبي يعقوب في مدينة القدس وأطلق النار على عدد من الأشخاص المتواجدين في المكان، وسرعان ما وصلت قوات الأمن من مركز شرطة شعفاط للواء القدس إلى مكان الحادث، وتقدم أفرادها بصورة مباشرة وسريعة وأطلقوا النار على المسلح الذي تم تحييده على الفور»[42]

### عربيًا
- قالت وزارة الخارجية السعودية في بيان يوم السبت أن «المملكة تدين جميع الأعمال التي تستهدف المدنيين وتؤكد أهمية إنهاء التصعيد وإحياء عملية السلام وإنهاء الاحتلال».[43]
- قالت وزارة الخارجية الإماراتية، في بيانٍ لها مساء الجمعة، «أن دولة الإمارات تعرب عن استنكارها الشديد لهذه الأعمال الإجرامية، ورفضها الدائم لجميع أشكال العنف والإرهاب التي تستهدف زعزعة الأمن والاستقرار وتتنافى مع القيم والمبادئ الإنسانية».
- أعربت الخارجية المصرية عن «رفضها التام واستنكارها الشديد للهجوم الذي شهدته القدس الشرقية»، مؤكدة «إدانتها لكافة العمليات التي تستهدف المدنيين»، وحذرت من «المخاطر الشديدة للتصعيد الجاري بين الجانبين الفلسطينى والإسرائيلي»، مطالبةً بـ«ممارسة أقصى درجات ضبط النفس، ووقف الاعتداءات والإجراءات الاستفزازية لتجنب الانزلاق إلى حلقة مفرغة من العنف الذي يزيد الوضع السياسي والإنساني تأزماً، ويقوّض جهود التهدئة وكافة فرص إعادة إحياء عملية السلام».[44][45]
- قال الناطق الرسمي باسم الخارجية الأردنية سنان المجالي في بيان، إدانة «الهجوم الذي استهدف مدنيين»، كما تدين «كل أعمال العنف التي تستهدف المدنيين في الأراضي الفلسطينية المحتلة».[46][47]
- أدانت وزارة الخارجية البحرينية في بيان لها الهجوم ودعت لـ «ضرورة اتخاذ الخطوات العاجلة والفاعلة لوقف حالة التصعيد الخطيرة والمدانة التي ذهب ضحيتها مدنيين فلسطينيين وإسرائيليين»، وجددت الوزارة موقفها الثابت والرافض لأعمال العنف والإرهاب بجميع صورها وأشكالها، داعية إلى «عدم التصعيد وتوفير الحماية للمدنيين، وتهيئة الأجواء المناسبة لإحياء عملية السلام العادل والشامل في منطقة الشرق الأوسط».[48]
- -  أشاد حزب الله اللبناني، بعملية القدس ووصفها ب"البطولية"، وقال في بيان له «هذه العملية الشجاعة أربكت العدو وكشفت هشاشة أمنه واجراءاته وأدخلت الرعب والقلق إلى قلوب كيانه ومستوطنيه».

### دوليًا
- قال متحدثٌ باسم الأمين العام للأمم المتحدة إن المسؤول الدولي يُدين «الهجوم الشنيع» في القدس الشرقية، وأوضح المتحدث أن «الأمين العام قلقٌ للغاية إزاء تصاعد العنف في إسرائيل والأراضي الفلسطينية المحتلة، ويدعو لأقصى درجات ضبط النفس».
- قال سفير الاتحاد الأوروبي في إسرائيل، اليوم الجمعة، أن «الاتحاد يدين الهجوم في منطقة النبي يعقوب شمال القدس وخالص التعازي لذوي الضحايا».[49]
- قال المتحدث باسم وزارة الخارجية الأمريكية: «نحن ندين هذا الهجوم الإرهابي الواضح بأشد العبارات، ولا يزال التزامنا بأمن إسرائيل صارمًا، ونحن على اتصال مباشر مع شركائنا الإسرائيليين»،[50] كما أدانَ نائب المتحدث باسم وزارة الخارجية الأمريكية فيدانت باتيل الهجوم ووصفه بأنه «مروع للغاية».[51]
- أدان وزير الخارجية البريطاني جيمس كليفرلي الهجوم وقال: «الهجوم على مصلين في معبد في يوم ذكرى المحرقة (الهولوكوست) وعشية السبت (يوم الراحة الأسبوعية لليهود)، أمر مروع. نقف مع أصدقائنا الإسرائيليين».
- قالت وزارة الخارجية الألمانية إنها تستنكر هجوم الجمعة "البغيض" الذي وقع في اليوم العالمي لإحياء ذكرى المحرقة. وقالت متحدثة باسم الوزارة «الحوار والتعاون بين إسرائيل والسلطات الفلسطينية ضروريان أكثر من أي وقت مضى من أجل القضاء على الإرهاب». قال المستشار الألماني أولاف شولتس يوم السبت إنه "صُدم بشدة" من الهجمات "المروعة" في القدس. وقال «سقط قتلى وجرحى في قلب إسرائيل، أفكاري مع الضحايا وعائلاتهم». وقال شولتز في تغريدة على موقع تويتر «ألمانيا تقف إلى جانب إسرائيل».[52][53]
- قالت وزارة الخارجية الفرنسية في بيان إن فرنسا تدين "الهجوم الإرهابي المروع" في القدس الشرقية. لقى ما لا يقل عن 7 أشخاص مصرعهم وأصيب عدد آخر.[54]
- صرّح المتحدث الرسمي باسم وزارة الشؤون الخارجية الهندية، أريندام باجي: "ندين بشدة الهجوم الإرهابي الذي وقع الليلة الماضية في القدس. نتقدم بأحر التعازي لأسر الذين فقدوا أرواحهم ونتمنى للمصابين الشفاء العاجل ".[55]
- أدانت الخارجية التركية في بيان لها الهجوم، ووصفته بـ «العمل الإرهابي».[56]

## معرض الصور

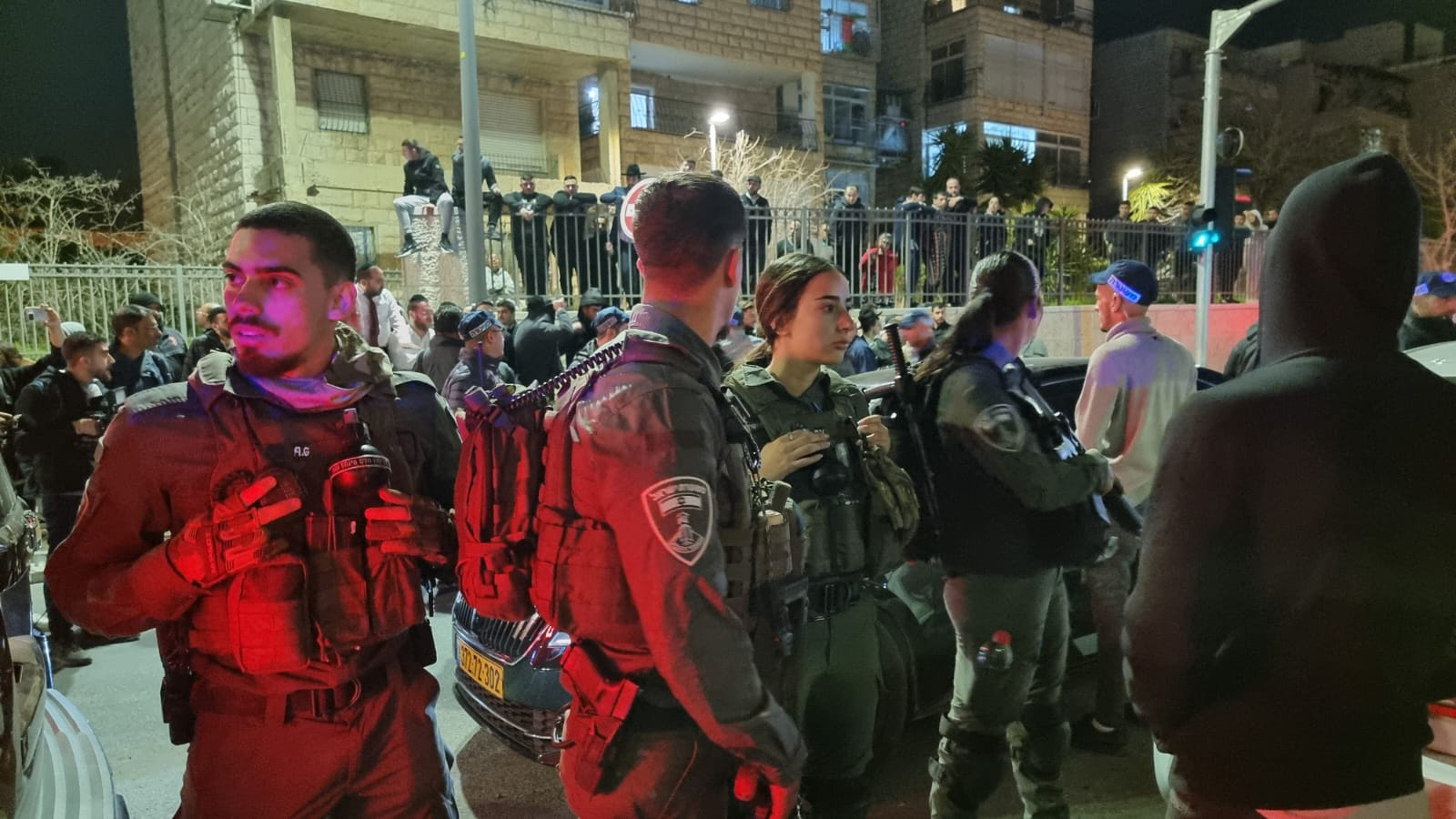
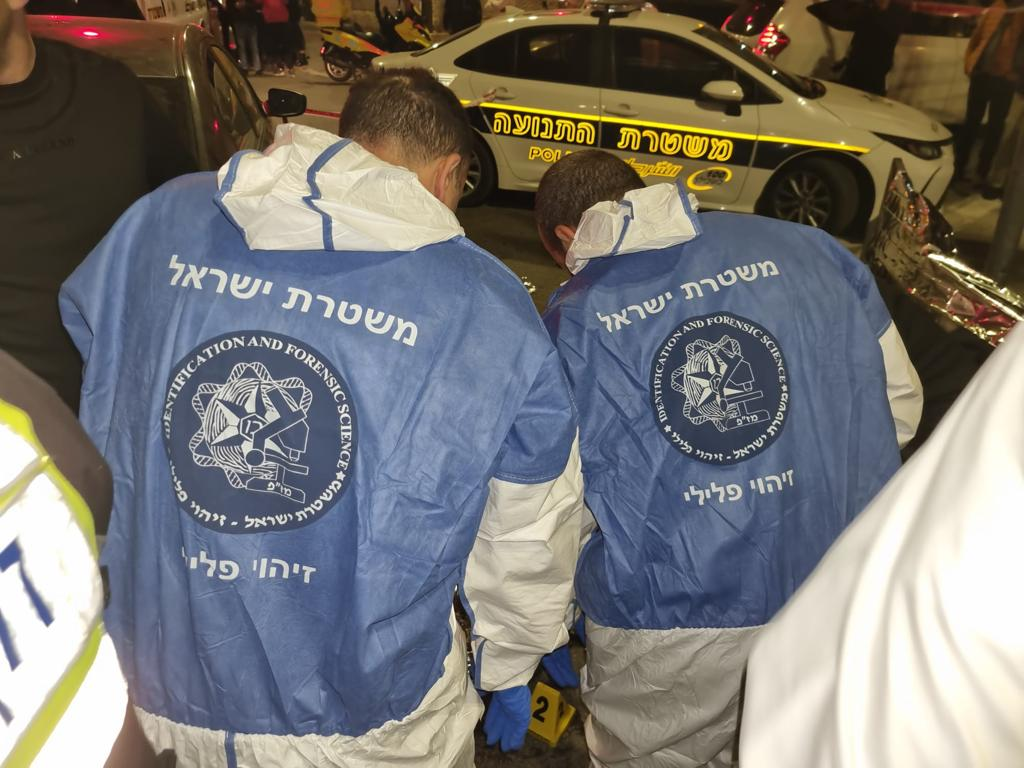
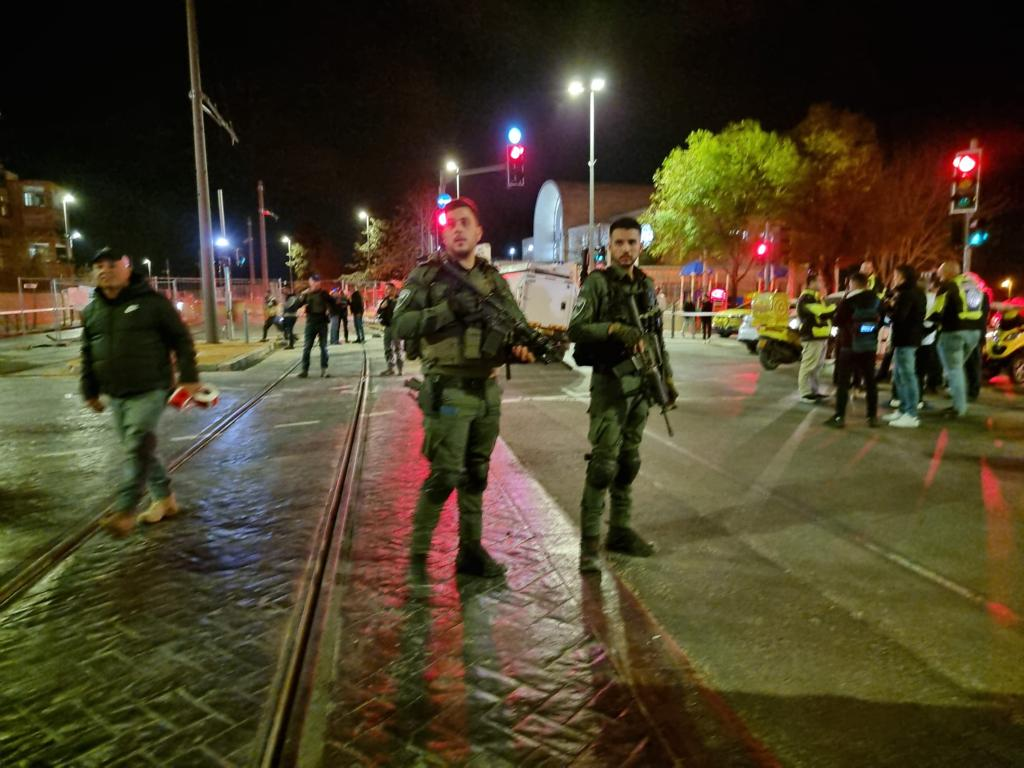